# New Jersey Pride
| New Jersey Pride | New Jersey Pride         |
| ---------------- | ------------------------ |
| Liga             | Major League Lacrosse    |
| Conference       | Eastern                  |
| Gegründet        | 2001                     |
| Aufgelöst        | 2008                     |
| Spielstätte      | Yurcak Field             |
| Standort         | Piscataway (New Jersey)  |
| Vereinsfarben    | rot, schwarz, gold, weiß |
| Cheftrainer      | ---                      |
| General Manager  | ---                      |
| Homepage         | ---                      |

Die New Jersey Pride waren ein professionelles Lacrosse-Franchise in New Jersey. Von der Saison 2001 bis 2008 waren sie Mitglied der Major League Lacrosse (MLL).

## Geschichte
2001 trugen die Pride die Heimspiele im Yogi Berra Stadium aus, welches zur Montclair State University gehört. In der Saison 2002 und 2003 wurde dann im Commerce Bank Ballpark gespielt. 2004 und 2005 wurden dann die Heimspiele auf dem Sprague Field ausgetragen, welches das Fußballfeld der Montclair State University ist. Ab der Saison 2006 spielt die Pride auf dem Yurcak Field der Rutgers University, welches hochmodern ausgestattet ist.

## Saisons
| New Jersey Pride |          |          |                         |                                                       |
| Jahr             | Gewonnen | Verloren | Reguläre Saison         | Playoffs                                              |
| 2001             | 8        | 6        | 3. (National Division)  | ---                                                   |
| 2002             | 7        | 7        | 2. (National Division)  | Halbfinalniederlage gegen Long Island Lizards (11:19) |
| 2003             | 7        | 5        | 2. (National Division)  | Halbfinalniederlage gegen Baltimore Bayhawks (13:15)  |
| 2004             | 1        | 11       | 3. (National Division)  | ---                                                   |
| 2005             | 2        | 10       | 3. (National Division)  | ---                                                   |
| 2006             | 5        | 7        | 3. (Eastern Conference) | ---                                                   |
| 2007             | 4        | 8        | 6. (Eastern Conference) | ---                                                   |
| 2008             | 6        | 6        | 4. (Eastern Conference) | ---                                                   |
| Insgesamt        | 40       | 60       | 2-facher Vize-Meister   | Playoff-Bilanz gesamt: 0:2                            |